# كيرت جالينكامب
كيرت جالينكامب (17 فبراير 1890 - 13 أبريل 1958) جنرالًا ألمانيًا ( الجنرال دير أرتيليري ) في الفيرماخت خلال الحرب العالمية الثانية ومجرم حرب مدان. حصل على وسام الفارس الصليبي الحديدي.
استسلم للقوات البريطانية في مايو 1945. حوكم بتهمة ارتكاب جرائم حرب لمقتل جنود مظليين / كوماندوس بريطانيين وطيار أمريكي. حُكم عليه شنقاً عام 1947، ولكن خُففت عقوبته إلى السجن مدى الحياة وأُفرج عنه عام 1952.

## الجوائز
- وسام الفارس الصليبي الحديدي في 19 نوفمبر 1941 كجينيرال لوتنانت وقائد فرقة المشاة 78 [2]